# Cabanelas (Vila Verde)
Cabanelas é uma povoação portuguesa sede da Freguesia de Cabanelas do Município de Vila Verde, freguesia com 6,21 km² de área e 1973 habitantes (censo de 2021), tendo, por isso, uma densidade populacional de 317,7 hab./km².
Está situada na margem direita do rio Cávado, próximo da margem direita da ribeira de Moure, distando 12 km da sede do Município.

## Demografia
A população registada nos censos foi:
| Distribuição da População por Grupos Etários | Distribuição da População por Grupos Etários | Distribuição da População por Grupos Etários | Distribuição da População por Grupos Etários | Distribuição da População por Grupos Etários |
| -------------------------------------------- | -------------------------------------------- | -------------------------------------------- | -------------------------------------------- | -------------------------------------------- |
| Ano                                          | 0-14 Anos                                    | 15-24 Anos                                   | 25-64 Anos                                   | > 65 Anos                                    |
| 2001                                         | 482                                          | 355                                          | 985                                          | 193                                          |
| 2011                                         | 416                                          | 309                                          | 1133                                         | 244                                          |
| 2021                                         | 285                                          | 247                                          | 1079                                         | 362                                          |

## História
É de 1108 o documento escrito, referente a uma troca feita por Dona Maria Nunes, de haveres que tinha na "villa vocábulo Sancta Eolalia de Cabanelas".
Pertenceu ao concelho de Prado, e após a extinção deste, por decreto de 24 de Outubro de 1855, passou para o concelho (atual município) de Vila Verde. A paróquia de Santa Eulália de Cabanelas era abadia da apresentação dos condes de Prado (Marqueses de Minas) no termo da Vila de Prado.
A abadia de Cabanelas apresentava o vigário de São Gens de Macarome (freguesia até à extinção do concelho de Prado em 1855) e que tinha na época 30 fogos. A paróquia de São Gens de Macarome, actualmente extinta, foi anexada à paróquia de Santa Eulália de Cabanelas.
Antes de Cabanelas ter pertencido à apresentação dos condes do Prado, era do padroeiro real.

## Património
- Igreja Matriz
- Cruzeiro de Cabanelas - Cruzeiro matriz que data de 1614 (um dos mais antigos do concelho),
- Fonte das Carrancas (1741),
- Capela de Nossa Senhora da Conceição (reconstruída nos fins do Século XVIII e ampliada em 1994)
- Capela de Santa Ana
- Ponte de Cabanelas

## Lugares
Além da sede, a Freguesia de Cabanelas compreende as seguintes localidades:
- Aldeia
- Boa Vista
- Casal
- Conchada
- Cruto
- Igreja
- Eiras
- Espinheira
- Fial
- Fonte
- Gaião
- Lagoa
- Moinhos
- Monte
- Monte de São Gens
- Poços
- Portuzelo
- Regalde
- Santa Ana
- São Salvador
- Souto
- Souto de São Gens
- Tilheira Velha
- Tráz-outeiro